# Svatá Eugenia
Svatá Eugenia (úmrtí asi 258 n. l.) byla raně křesťanská římská mučednice, jejíž svátek se v římskokatolické církvi slaví 25. prosince, ve východní ortodoxní církvi 24. prosince (podle gregoriánského kalendáře 6. ledna) a v arménské apoštolské církvi 23. ledna. Je zahrnuta ve Zlaté legendě.

## Legenda
Její legenda říká, že konvertovala a byla umučena s Protem a Hyacintem, svými komorníky, během pronásledování císařem Valerianem. Údajně byla dcerou Filipa, "vévody" Alexandrie a guvernéra Egypta. Uprchla z domu svého otce převlečená za muže a nechala se pokřtít Helenem, biskupem z Heliopolis. Později se stala opatem, stále v přestrojení za muže. Když byla opatem a stále se oblékala jako muž, vyléčila ženu z nemoci, a když jí žena dělala sexuální návrhy, které odmítla, žena ji veřejně obvinila z cizoložství. Dostala se k soudu, kde se stále přestrojená postavila svému otci jako soudci. U soudu byla odhalena její skutečná ženská identita a byla zproštěna viny. Její otec přestoupil ke křesťanství a stal se buskupem, ale císař ho za to nechal popravit. Eugenia se se zbytkem své domácnosti přestěhovala do Říma, kde obrátila mnoho lidí, zejména dívek, ale to nezabránilo jejich mučednické smrti. Protus a Hyacint byli sťati 11. září 258 a Eugenia následovala poté, co se jí ve snu zjevil Kristus a řekl jí, že zemře na svátek Narození Páně. Byla sťata zřejmě 25. prosince 258.

## Odkaz

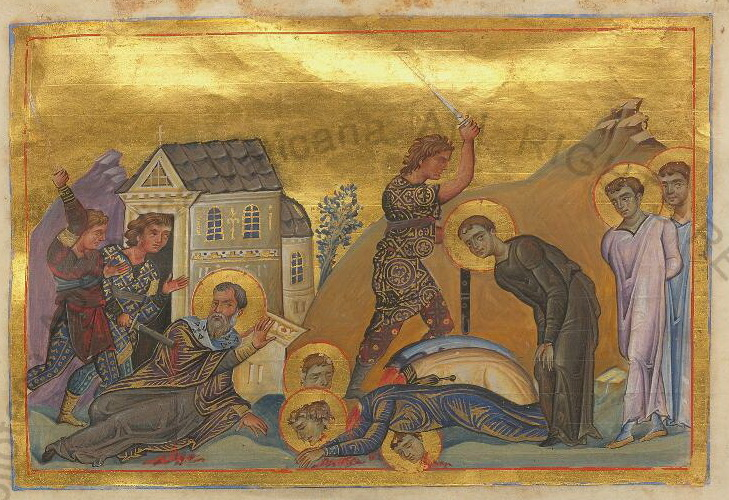
Umučení Eugenie Římské a jejích společníků.

Na severu Portugalska je malá vesnice jménem Santa Eugénia, v níž je kostel s obrazem svaté Eugenie v chlapeckém římském oděvu. Místní legenda uvádí, že Eugenia procházela touto oblastí po nedaleké římské cestě a přes oblast Moure, která leží na hlavní křižovatce starověkých římských cest. Ve městě Barcelos, vysoko na kopci, se také nachází hrobka z doby asi 1000 našeho letopočtu s nápisem „hrob svaté Eugenie“. Během středověku mniši některé světce přemístili z Říma do vnějších částí Evropy. Historik Patrick J. Geary ve své práci Furta Sacra uvádí, že "5. dubna 838 se ve Fuldě objevil mnich jménem Felix s ostatky světců Kornélia, Kalixta, Agapeta, Jiřího, Vincenta, Maxima, a světic Cecílie, Eugenie, Digny, Emerity a Columbany."
Vesnice v Katalánsku se jmenuje Santa Eugènia de Ter. Ve skutečnosti je to město Girona.